# Phalanta aurica
Phalanta aurica är en fjärilsart som beskrevs av John Nevill Eliot 1978. Phalanta aurica ingår i släktet Phalanta och familjen praktfjärilar. Inga underarter finns listade i Catalogue of Life.